# Tyoax Pass
Tyoax Pass är ett bergspass i Kanada.   Det ligger i provinsen British Columbia, i den sydvästra delen av landet, 3 500 km väster om huvudstaden Ottawa. Tyoax Pass ligger 2 190 meter över havet.
Terrängen runt Tyoax Pass är kuperad. Trakten runt Tyoax Pass är nära nog obefolkad, med mindre än två invånare per kvadratkilometer.. Det finns inga samhällen i närheten.
I omgivningarna runt Tyoax Pass växer i huvudsak barrskog.